# Герб Антигуа и Барбуды
Герб Антигуа и Барбуды — государственный символ Антигуа и Барбуды.

## История
Герб был разработан в 1966 году Гордоном Христофером и принят 16 февраля 1967 года. Символика на гербе более сложна чем на флаге Антигуа и Барбуды, но много элементов подобны или аналогичны.

## Описание
В верхней части герба — ананас — фрукт, которым славятся острова. Вокруг щита изображены несколько растений, которыми изобилует страна: красный гибискус, сахарный тростник, и юкка. Поддерживают щит пара оленей, символизирующих дикую природу островов.
На щите солнце, также как и на флаге, восходит над бело-голубыми волнами — символами моря. У основания щита, перед морем, изображён стилизованный сахарный завод. Солнце отображает в символической форме новое начало, и чёрный фон представляет африканское происхождение многих граждан островов.
В основании свиток, на котором написан девиз страны: «Старанием каждого свершается общее».